# Leenhof
Een leenhof is het hof of de hoeve van een leenheer, dat in ruil voor (militaire) diensten, in leen wordt gegeven aan een leenman. Een leenhof is tevens het instituut waar de registratie van contracten tussen leenman en leenheer werd bijgehouden. Ook het ritueel dat bij het ondertekenen van zo’n contract werd uitgevoerd werd op een leenhof gedaan. Het betreft dus eerder bestuurlijke taken. Lagere rechtszaken die over lenen en goederen gingen, werden ook door het leenhof behandeld. De rechtspraak over kopen, verkopen, erven en onterven gebeurde in het Laathof, alhoewel de hiërarchie tussen leen- en laathoven niet altijd duidelijk was.

## Procedure
De leenman verklaarde mondeling en schriftelijk dat hij geen eigenaar maar vruchtgebruiker werd van de gronden. Hij moest de leenheer leenhulde brengen. Hiermee verklaarde hij onder ede de leenheer bij te staan in geval van oorlog (heergeweide), een jaarlijkse som geld te betalen (cijns) en te verschijnen op vergaderingen. De leenman legde dan zijn handen in die van de leenheer en kuste hem op de rechterwang. De leenheer gaf hem als symbool van overdracht een vaandel of een zwaard voor grote lenen. Als de lenen kleiner werden, werd een graszode, boomtakje of strohalm gegeven.  

## Administratie
Bij het leenhof werd dus een uitgebreide registratie van alle lenen en leengoederen bijgehouden in leenboeken of leenregisters. 
Het oudst bekende register wordt bewaard in de Algemene Rekenkamer te Brussel. Het staat bekend onder de naam ‘Casselboek’, aangelegd door Willem van Cassel. Dit leenboek bevat de namen van de leenmannen die eind 1312 voor hertog Jan III van Brabant hun leen opnieuw verhieven. In latere leenboeken wordt naar dit oudste register verwezen met termen als ‘vetus liber’ of de ‘oude boke’. Kort daarop is het ‘Latijnsboek’ ontstaan, een soort verzamelwerk, waarin aantekeningen voorkomen die zowat de hele 14de eeuw bestrijken. Het bevat verwijzingen naar het oude Casselboek maar eveneens naar de daarop volgende leenboeken, bekend onder de namen Stootboek en Spechtboek. 